# 高山梨香
高山 梨香（たかやま りか、1980年1月4日 - ）は、元テレビ西日本 (TNC) のアナウンサー。

## 来歴
福岡県春日市出身。血液型O型。筑紫女学園高等学校を経て、九州大学経済学部を卒業。
大学を卒業後、2002年4月にテレビ西日本に入社。同局在籍中には、アナウンス業務と並行して地上デジタル放送推進大使も務めていた。芸能誌で「注目の地方女子アナウンサー」として紹介されたこともある。
2009年7月いっぱいでテレビ西日本を退社。その後は海外へ移住し、新たな一歩を踏み出していることが田久保尚英のブログで言及されている。また、福岡放送『めんたいワイド』の出演者で高山の友人である三津中智香子のブログには、2010年1月に日本で結婚式を挙げたことが綴られている。

## 担当番組
- ももち報道K宣言！[1][5]
- てれビ〜ムTNC[1]
- ももち浜ストア - 月曜の料理コーナー担当、金曜MC[7]（2007年4月 - 2009年2月）
- ピィース!
- 情報レシピ ニジ☆ゴジ[7] - 「忠明の芸能ゲッチュウ」担当
- AI VISION TV らんちゅう[7]（2007年4月 - 2008年3月） - MC
- DRAGON GATE〜龍の扉〜[7]（2007年度） - MC
- ドリーム競馬 KOKURA[7]（2007年夏開催 - 2009年冬開催） - 司会
- 月刊TNC批評[7]
- めざましテレビ[7] - 中継リポーター（不定期出演）
- FNNニューススピーク[8] - キャスター
- おっ!?テレ西
- 女子アナあわー アナ♥てな（2008年10月 - 2009年6月）
- 女子アナあわー deep（2008年10月 - 2009年3月）
- ハチナビ スーパーニュース（2009年3月 - 2009年7月）